# Jean-Marie Commenay
Jean-Marie Commenay, né le 18 juin 1924 à Saint-Sever (Landes) et mort le 30 septembre 1998 à Pessac (Gironde) est un avocat, député des Landes de 1958 à 1978, maire de Saint-Sever de 1965 à 1989.

## Repères biographiques
Né en 1924 à Saint-Sever, il fait ses études au lycée Victor Duruy à Mont-de-Marsan. En 1944, nommé instituteur remplaçant, il assure des tâches d'enseignement dans plusieurs communes de Chalosse. Ne pouvant quitter son père malade, il suit les cours par correspondance de la Faculté de droit de Toulouse dont il est diplômé.
En 1954, il devient avocat au barreau de Mont-de-Marsan.
Aux élections de 1958, il est élu député de la 3e circonscription des Landes (arrondissement de Saint-Sever) et siège au groupe des Républicains populaire et Centre démocratique. Il est réélu aux législatives de 1962, 1967, 1968 et 1973. Il est battu par Henri Emmanuelli en 1978. Élu sous une étiquette d'indépendant, il reste un proche de la famille centriste d'inspiration démocrate chrétienne. Il sera parmi les soutiens de Jacques Duhamel lors de la fondation de Progrès et démocratie moderne (PDM).
Il est élu maire de Saint-Sever de 1965 à 1989. Il engage une politique ambitieuse de développement économique, dont la création du complexe agroalimentaire de Saint-Sever est une réalisation majeure. Il s'est impliqué dans le rayonnement culturel de la ville, en conduisant avec l'aide du docteur Paul Dubédat, la sauvegarde et la rénovation des monuments de la ville.
Il est décoré chevalier de la Légion d'honneur en 1988 par son ancien professeur Gabriel Delaunay.
Après son engagement politique, il a repris son activité d'avocat. Il reste un fidèle à l'art de la plaidoirie. Il quitte définitivement le Barreau en 1997.
Il décède en 1998 à Pessac.